# Alemannia Plaidt
Der FC Alemannia Plaidt ist ein im Jahre 1920 gegründeter Fußballverein mit Sitz in Plaidt im rheinland-pfälzischen Landkreis Mayen-Koblenz.

## Geschichte
Der Verein wurde im Jahr 1920 gegründet. 1937 nahm der Verein am Tschammerpokal 1937 teil und schied dort in der ersten Schlussrunde am 29. August gegen den Duisburger FV durch eine 1:3-Niederlage aus.
Zur Saison 1960/61 stieg der Verein aus der 2. Amateurliga in die damalige Amateurliga Rheinland auf. In der Staffel West gelang sogleich auch in der ersten Saison am Ende der 3. Platz, in der nächsten Saison war sogar der 2. Platz drin. Zudem konnte sich der Klub in der Saison 1962/63 auf dem 6. Platz vor dem Abstieg, da zur nächsten Saison beide Staffeln zusammengelegt wurden. Die Jahre danach befand man sich stets im Mittelfeld der Liga. Im Jahr 1969 kam man zudem in das Finale des Rheinlandpokals. Dort spielte der Klub dann gegen den SC Bad Neuenahr, das erste Spiel ging mit 2:2 unentschieden aus, dass Wiederholungsspiel wurde 0:3 verloren.
Nach der Saison 1973/74 stieg man in die 2. Amateurliga ab. Damit sollte der Verein 15 Jahre am Stück in der höchsten Rheinländischen Amateurliga gespielt haben. Zur Saison 1975/76 kehrte man in die Amateurliga Rheinland zurück, dort belegte man in der ersten Saison den 4. Platz. Nach der Saison 1977/78 wurde die drittklassige Amateurliga dann abgeschafft. Mit dem 12. Platz qualifizierte sich Plaidt am Ende für die Verbandsliga Rheinland. In der gleichen Saison trat der Verein im DFB-Pokal an. Dort spielte man in der ersten Runde am 31. Juli 1977 gegen die Lichterfelder SU. Da das Spiel mit 2:2 endete, gab es am 10. August noch einmal ein Wiederholungsspiel, welches Plaidt mit 3:1 gewinnen konnte. Am 20. August schied man dann in der 2. Hauptrunde gegen den Bonner SC mit 1:2 aus dem Wettbewerb aus.
Seit der Jahrtausendwende spielt man nur noch auf Bezirksebene.